# Slew Rate
Slew Rate (velocidade de varredura em Português) define-se como a velocidade de resposta do amplificador instrumental a uma variação de tensão na entrada. Este valor na teoria deveria ser infinito, o que na realidade não acontece. Logo conclui-se que quanto maior for o valor deste parâmetro melhor será o amplificador instrumental.

## Definição
Slew-rate de um circuito é definido como a máxima taxa de variação da tensão de saída.
{\displaystyle \mathrm {SR} =\max \left(\left|{\frac {dv_{\mathrm {out} }(t)}{dt}}\right|\right)}
onde {\displaystyle v_{\mathrm {out} }(t)} é a saída produzida pelo circuito em função do tempo t.

## Slew ratefator limitante nos amplificadores
O estágio de entrada de amplificadores de potência geralmente é um amplificador diferencial com uma característica de transcondutância. Isso significa dizer que o estágio entra com a tensão de entrada diferencial e produz uma corrente elétrica de saída no segundo estágio.
A transcondutância é tipicamente muito alta. Isso significa que a tensão de entrada deve ser pequena para não causar uma saturação. Na saturação a saída é constante.
O segundo estágio geralmente comporta a compensação de frequência. A característica passa-baixas desse estágio o aproxima de um integrador. Se o segundo estágio tem um capacitor de compensação {\displaystyle C} e ganho {\displaystyle A_{2}}, então o slew rate pode ser expresso como:
{\displaystyle \mathrm {SR} ={\frac {I_{\mathrm {sat} }}{CA_{2}}}}
onde {\displaystyle I_{\mathrm {sat} }} é a corrente de saída do primeiro estágio na saturação.
O slew rate ajuda nos a identificar qual é a máxima frequência aplicável ao amplificador de modo a não haver distorções.